# Dassault Falcon 30
Dimensions
Le Dassault Falcon 30 est un avion de transport français des années 1970 demeuré à l'état de prototype. Deux exemplaires seulement furent produits, mais seul le premier vola.

## Historique

### Développement
Avec le succès grandissant de l'avion d'affaires Mystère XX le constructeur Dassault eut l'idée de développer un avion reprenant l'architecture générale de cette machine mais largement agrandi pour des vols de transport de trente passagers. Une version d'affaires était également envisagée. Le nouvel avion reçut la désignation de Falcon 30.
Les travaux furent confiés à l'ingénieur Claude Vallières qui développa l'avion depuis les ateliers de Saint-Cloud. L'assemblage du prototype eut lieu lui à Mérignac. Après un premier vol intervenu en mai 1973 l'avion fut présenté au public amateur et professionnel lors du Salon du Bourget cette même année.
Vallières et les équipes commerciales de Dassault eurent alors l'idée de développer une version agrandie, désignée Falcon 40, et apte au transport de quarante passagers. Cependant après l'échec commercial de l'avion le Falcon 40 demeura dans les cartons.

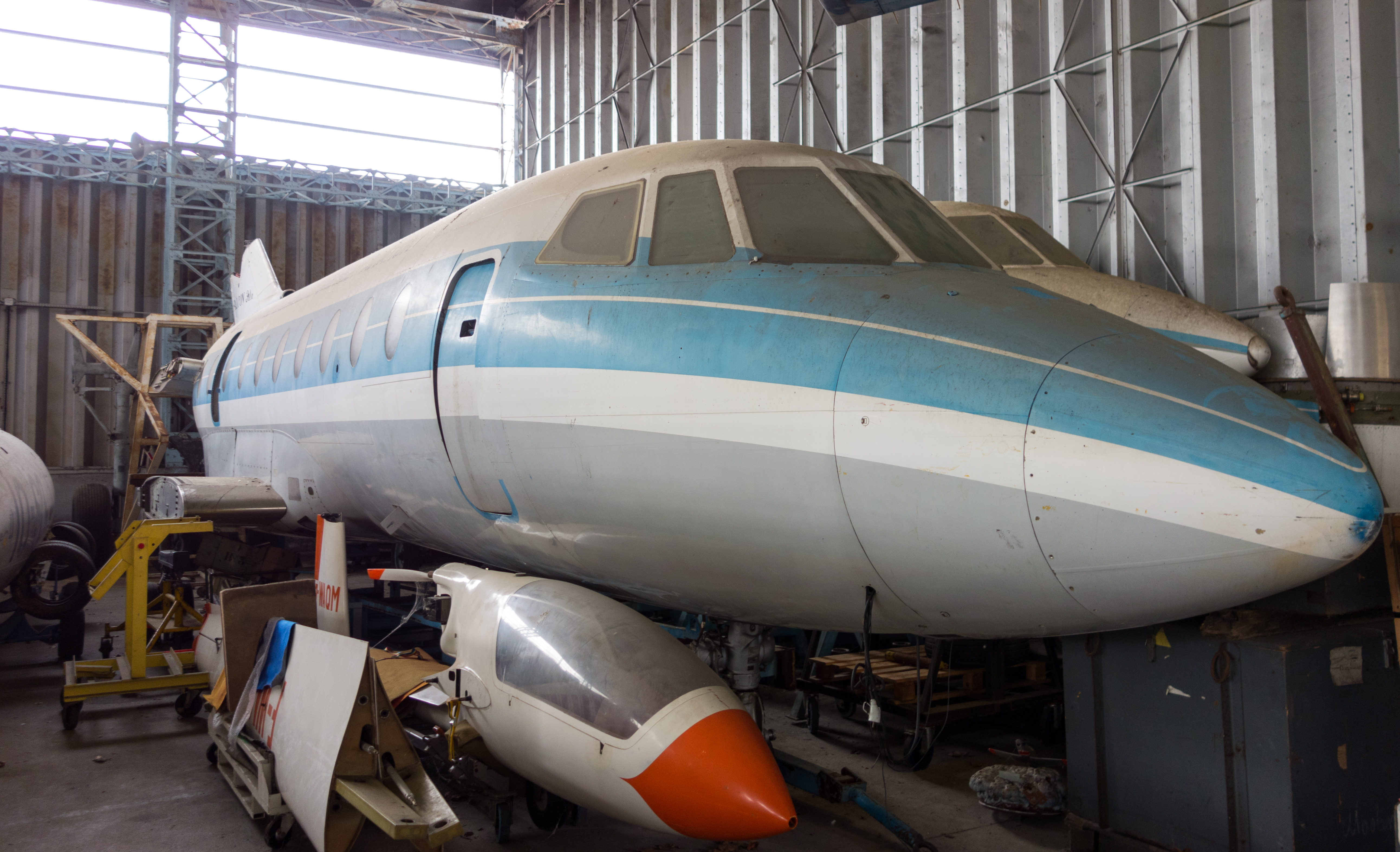
Fuselage du Falcon 30 stocké au Conservatoire Air et Espace d'Aquitaine.

### Échec commercial
Malgré des approches des compagnies aériennes Ansett et Eastern Air Lines l'avion ne remporta aucun succès et Dassault dut même se résoudre à suspendre l'assemblage du second prototype. Le constructeur tenta alors de placer son avion auprès de l'armée de l'air afin de fournir le GLAM mais là encore l'avionneur essuya un refus catégorique. Finalement le programme du Falcon 30 fut abandonné en 1975.
Pour beaucoup l'échec de cet avion était imputable au choc pétrolier de 1973 et à la consommation de cette machine jugée trop gourmande, à une époque où les avions régionaux étaient principalement turbopropulsés. Ce fut la seule tentative de Dassault dans le domaine de l'aviation régionale.

## Aspect technique

### Description
Le Dassault Falcon 30 se présente sous la forme d'un monoplan à aile basse en flèche biréacteur construit en métal. Il dispose d'un train d'atterrissage tricycle escamotable et d'un empennage cruciforme avec plan vertical en flèche également. Son cockpit est prévu pour le pilotage à deux membres d'équipage, et sa cabine permet l'accueil de trente passagers. Sa propulsion est assurée par deux réacteurs Lycoming ALF-502D d'une poussée unitaire de 2 753 kg.

### Versions
- Dassault Falcon 30 : Prototype de la version de base construite à deux exemplaires. Le second n'a jamais été achevé.
  - Dassault Falcon 30 Transport : Désignation attribuée à la version de transport régional pour trente passagers[2]. Aucun exemplaire produit.
  - Dassault Falcon 30 Exécutive : Désignation attribuée à la version d'affaires pour huit passagers[2]. Aucun exemplaire produit.
- Dassault Falcon 40 : Désignation d'une version agrandie prévue pour quarante passagers[1]. Aucun exemplaire produit.